# Arachnophobia – Pókiszony
Az Arachnophobia – Pókiszony (eredeti cím: Arachnophobia) 1990-ben bemutatott amerikai horrorfilm, melyet Don Jakoby és Wesley Strick forgatókönyvéből Frank Marshall rendezett. A főbb szerepekben Jeff Daniels, Julian Sands, Harley Jane Kozak és John Goodman látható.
A filmet Venezuelában és Kaliforniában forgatták, majd 1990. július 18-án mutatták be az Amerikai Egyesült Államokban. Bár pénzügyileg szerény sikert aratott, a kritikusok összességében pozitívan fogadták.

## Szereplők
| Színész           | Szerep               | Magyar hang    |
| ----------------- | -------------------- | -------------- |
| Jeff Daniels      | Dr. Ross Jennings    | Csernák János  |
| Harley Jane Kozak | Molly Jennings       | Tóth Enikő     |
| John Goodman      | Delbert McClintock   | Vajda László   |
| Julian Sands      | Dr. James Atherton   | Dunai Tamás    |
| Brian McNamara    | Chris Collins        | Benkő Péter    |
| James Handy       | Milt Briggs          | Fülöp Zsigmond |
| Peter Jason       | Henry Beechwood      | Tolnai Miklós  |
| Henry Jones       | Dr. Sam Metcalf      | Benkő Gyula    |
| Frances Bay       | Evelyn Metcalf       | Czigány Judit  |
| Stuart Pankin     | Lloyd Parsons seriff | Konrád Antal   |
| Mary Carver       | Margaret Hollins     | Gyimesi Pálma  |

## Díjak és jelölések
| Díj                  | Kategória                                 | Jelölt         | Eredmény |
| -------------------- | ----------------------------------------- | -------------- | -------- |
| Szaturnusz-díj       | Legjobb horrorfilm                        |                | Elnyerte |
| Szaturnusz-díj       | Legjobb rendező                           | Frank Marshall | Jelölve  |
| Szaturnusz-díj       | Legjobb forgatókönyv                      | Don Jakoby     | Jelölve  |
| Szaturnusz-díj       | Legjobb forgatókönyv                      | Wesley Strick  | Jelölve  |
| Szaturnusz-díj       | Legjobb férfi főszereplő                  | Jeff Daniels   | Elnyerte |
| Szaturnusz-díj       | Legjobb férfi mellékszereplő              | John Goodman   | Jelölve  |
| Fiatal Művészek Díja | A legszórakoztatóbb családi ifjúsági film |                | Jelölve  |
| Fiatal Művészek Díja | Legjobb fiatal mellékszereplő             | Marlene Katz   | Jelölve  |

## Kapcsolódó művek
Az Arachnophobia videojáték-változatát 1991-ben adták ki Amigára, Amstrad CPC-re, Commodore 64-re és a DOS-ra. Nicholas Edwards regényt írt a filmről. A Hollywood Comics elkészítette a film képregény-adaptációját, amelyet William Rotsler írt és Dan Spiegle rajzolt. Az adaptáció szereplői alig hasonlítottak a film szereplőihez.
1990-ben megjelent a film zenéit tartalmazó album.